# Per Sparre (1628–1692)
Per Sparre, även Peder Sparre, född 28 juni 1628, död 4 april 1692 i Stockholm, var en svensk friherre, riksråd, general, rikstygmästare, ambassadör och fredslegat. Han var son till Lars Sparre, sonson till rikskanslern Erik Sparre och bror till Erik, Svante, Gustaf, Ebba och Carl Sparre. Han var gift med Ebba Margareta De la Gardie.
Han tjänstgjorde med flera regementen inklusive som överste av Ångermanländska och Kronobergs regementen. Han befordrades till generalmajor över infanteriet år 1660, samma år som han blev utnämnd guvernör i Riga. 
Sparre var landshövding i Älvsborgs län 1663–74 och därefter rikstygmästare från 1674. Samtidigt var han aktiv som diplomat och vid kongressen i Köln 1672 fick han i uppdrag att medla mellan kung Ludvig XIV av Frankrike och dennes fiender. Åren 1672–76 var svensk ambassadör vid det engelska respektive franska hovet. Han upphöjdes i fransk grevlig värdighet 1675 i Saint-Germain-en-Laye av Ludvig XIV. Denna grevliga gren av ätten Sparre fortlever alltjämt i Frankrike. Sparre återkom till Sverige och deltog i Skånska kriget 1675–79. Han förde högadelns talan mot Karl XI:s planer på reduktion vid 1680 års riksdag. Han innehade Näsby slott.
 Familj 
Sparre gifte sig med Ebba Margareta de la Gardie (1638-1696) och dom fick fyra barn.
- Ebba Jacquette, död 7 mars 1715. Gift med Karl Falkenberg af Trystorp (1644-1697).
- Lars Magnus Sparre (1665-1725), militär och greve i Frankrike.
- Jakob Pontus Sparre (1666-1671), begravd i Riddarholmskyrkan.
- Hedvig Eleonora, dog omkring 1732. Gift med generalmajoren greve Mauritz Carlsson Lewenhaupt (1666-1735). Senare skild. Hon gick i kloster i Breslau. [6]